# Фініст — Ясний Сокіл
«Фініст — Ясний Сокіл» (рос. «Финист — Ясный Сокол») — російський радянський художній фільм-казка, поставлений на Центральній кіностудії дитячих та юнацьких фільмів імені М. Горького режисером Геннадієм Васильєвим за мотивами російських народних казок та однойменної казкової п'єси М. Я. Шестакова. Отримав головний приз на міжнародному кінофестивалі в Хіхоні (Іспанія) Пам'яті режисера-казкаря Олександра Роу.
Прем'єра фільму відбулася 30 грудня 1975 року.

## Сюжет
У стародавні часи жив на Русі простий орач, звали його Фініст. Дружив він з соколом. Попереджав сокіл Фініста про всю нечисть, яка прагнула захопити Русь. Фініст обороняв Русь, проганяв іноземних загарбників.
Нечисть незадоволена появою на Русі богатиря-захисника. Глава нечисті Картаус посилає свого прихвосня Кастрюка полонити богатиря. Той обманом заманює Фініста в підземелля, де зачаровує та перетворює на чудовисько.
На руській заставі воєвода з дружиною готується відбивати набіги нечисті. Для цього на пошуки Фініста в місто посилають писаря Яшку. В дорозі Яшка зустрічає селянина Агафона з дружиною Анфісою, що влаштувалися в лісі на ночівлю Незабаром до них приєднується Оленка. Несподівано з'являється старенька (це одна з бабусь-веселусь, та ,що володіла зірким оком), яка повідомляє, що в цю ніч можна, використовуючи папороть, загадати бажання, і воно здійсниться. Також старенька повідомляє, що чудовисько  — це зачарованa людина, і прокляття пройде, якщо полюбить його в образі чудовиська прекрасна дівчина. У суперечках про те, яке загадати бажання, Анфіса «крізь землю провалила» Агафона. Звинувативши в цьому Яшку, вона наступного дня повертає його на заставу з вимогою повернути Агафона. Оленка приходить туди слідом.
Тим часом Картаус посилає Кастрюка на заставу, щоб він під виглядом купця потрапив всередину та відкрив ворота нечисті. Але Кастрюка садять в комору, туди ж посилають і сварливу Анфісу.
Незабаром Картаус посилає рогату нечисть захоплювати заставу. Але в цей час через пролом на заставу проникає чудовисько. Оленка накриває його червоною хусткою, яку вона хотіла подарувати Фіністу. Прокляття зникає, та Фініст знову стає людиною. Разом з дружиною він проганяє нечисть.
Сидячи в комірчині, Кастрюк підмовляє Анфісу допомогти йому виконати свої підступні задуми. Анфіса розв'язала руки Кастрюку та засунула чарівний гребінь Фіністові у волосся. Кастрюк відвозить Анфісу та сплячого Фініста в лігво Картауса.
І знову Оленка вирушає на допомогу богатиреві. Для захисту дівчини воєвода приставив до неї Яшку. За допомоги бабусь-веселусь вони дивним чином опинилися в лігві Картауса, Оленка і Яшка звільняють Фініста. Фініст відправляє їх додому, а сам розправляється з Картаусом. Агафон теж з під землі повертається до дружини, яка тепер так ним дорожить, прив'язала до себе і не відпускає.

## У ролях
- В'ячеслав Воскресенський — Фініст, богатир-орач
- Світлана Орлова — Оленка
- Михайло Кононов — Яшка, писар
- Михайло Пуговкін — Воєвода
- Людмила Хитяева — Анфіса, селянка
- Георгій Віцин — Агафон, селянин
- бабусі веселусі:
  - Глікерія Богданова-Чеснокова
  - Марія Барабанова
  - Анна Строганова
- Олексій Смирнов — Банщик
- Марк Перцовський — Картаус
- Георгій Мілляр — Кастрюк, перевертень, слуга Картауса
- Лев Потьомкін — Фінгал, слуга Картауса

## В епізодах
- Борис Гітін — Вавило, спостерігач
- В'ячеслав Жариков — епізод
- Захар Кондратов — епізод
- Леонід Князєв — епізод
- А. Лютіков — епізод
- І. Леонгаров — епізод
- Василь Марков — епізод
- Віктор Михайлов — епізод
- Сергій Ніколаєв — кухар
- Валентин Букін — воїн Картауса
- Ксенія Козьміна — епізод

## Знімальна група
- Автори сценарію — Олександр Роу, Лев Потьомкін
За мотивами однойменної казки Миколи Шестакова
- Режисер-постановник — Геннадій Васильєв
- Оператори-постановники — Володимир Окунєв, Юрій Малиновський
- Художник-постановник — Сергій Серебреніков
- Композитор — Володимир Шаїнський
- Звукооператор — Борис Голєв
- Вірші — Михайла Ножкина
- Монтаж — Валерії Васильєвої, С. Єсауленко
- Режисер — В. Макаров
- Редактор — Сара Рубінштейн
- Художники:
Грим — Софія Філенова
Костюми — Б. Куратова
Декоратор — А. Іващенко
- Комбіновані зйомки:
Оператор — Леонід Акімов
Художник — Юрій Міловський
- Балетмейстер — Тетяна Устинова
- Симфонічний оркестр Держкіно СРСР
Диригент — Володимир Васильєв
- Директор — Роман Конбрандт

## Зйомки
Підготовку матеріалів для фільму та затвердження акторів здійснював Роу Олександр Артурович. Але до зйомок режисер не дожив. Кінозйомку здійснив його учень — Геннадій Васильєв. Геннадій Васильєв, працюючи над фільмом, коригував свої дії з альбомом, який йому віддала дружина Роу — Олена Григорівна Роу.
Зйомка проходила в декількох містах — в Звенигороді (в селі Гігірево під Звенигородом розташовувалася команда), Ялті, Суздалі, Володимирі. Деякі сцени знімалися на березі Москви-ріки та навіть у самій річці. Пуговкіну, хворому радикулітом, довелося голяка сидіти в холодних декораціях, що зображали баню (баню сколотили з картону), а замість банного пара в павільйон пустили театральний дим. Щоб не застудити актора, асистенти гріли воду. Під час зйомок не обійшлося і без пригод. В'ячеслав Воскресенський, який зіграв богатиря, впав разом з конем на крутому березі Москви-ріки і пошкодив хребет. Молодий актор тоді дивом залишився живий. травма турбувала його довгі роки після зйомок. Ще один небезпечний випадок стався, коли богатиря разом з розкішним червоним плащем мало не затащило в вітродув, але актор встиг вчасно відстебнути металеву брошка на плечі.

## Вихід фільму
Фільм вийшов на екрани СРСР в переддень нового року з 1975 на 1976. У Східній Німеччині (Німецька Демократична Республіка) прем'єра відбулася на півроку пізніше (8 серпня 1976). Цей фільм-казка був із захопленням прийнятий радянським глядачем та зібрав в радянському прокаті рекордну суму. Нікому на той час невідомий актор рязанського театру В'ячеслав Воскресенський став відомим на весь Радянський Союз. Інтерв'ю з ним не сходили зі шпальт газет.

## Нагороди
Фільм отримав приз Міжнародного кінофестивалю фільмів для дітей у Хіхоні (Іспанія) 1976 року.